# Везель
Везель (нем. Wesel) — город в Германии, районный центр, ганзейский город, расположен в земле Северный Рейн-Вестфалия.
Подчинён административному округу Дюссельдорф. Входит в состав района Везель. Население составляет 60295 человек (на 30 июня 2019 года). Занимает площадь 122,617 км². Официальный код — 05 1 70 048.
Город расположен на Нижнерейнской равнине, непосредственно на реках Рейн и Липпе и соседствует с несколькими крупными городами региона. В Везеле река Липпе впадает в Рейн.
В позднем средневековье Везель превратился в крупный торговый город и в 1407 году был принят в Ганзейский союз. Городская историческая ратуша восходит к ганзейскому периоду, а её фасад, разрушенный во время Второй мировой войны, реконструирован к 2011 году. Кроме того, протестантский собор Святого Виллиброрда после различных этапов строительства вновь обрёл облик XVI века.
В 1681 году началось расширение городских укреплений Везеля. Город оставался крупным военным гарнизонным поселением до XX-го века и был серьёзно поврежден во время Второй мировой войны из-за своей стратегической важности. От крепости сохранилось несколько зданий, а над городским пейзажем доминируют цитадель Везель и Берлинские ворота. Цитадель в настоящее время используется как культурный центр с различными направлениями видов деятельности. Бывший гласис Везельской крепости был превращен в зеленые парковые насаждения.
Везель получил право быть районным центром в 1842 году. Благодаря территориальным реформам 1969 и 1975 годов городская территория значительно увеличилась. Теперь она включает в себя крупные сельскохозяйственные пространства вдоль Рейна, липпе Липпе, вокруг драгигованного озера Аузее и крупные лесные массивы, такие как Дирсфордтер Вальд. В Германии город считается одним из самых дружелюбных для велосипедистов.

## География

### Географическое положение
Везель расположен на Нижнем Рейне в окружении различных ландшафтных и культурно-исторических пространств. С одной стороны, город находится на окраине Рурской области, входит в региональный регион Рур и до расположенных неподалёку южных рурских промышленных городов Дуйсбурга и Оберхаузена всего около 25 километров. До столицы земли Дюссельдорфа около 50 км, до Кёльна — около 85 км. С другой стороны, на севере и западе за Рейном лежит относительно малонаселенный регион равнины нижнего Рейна, а на севере до граница с Нидерландами расстояние по прямой составляет около 25 километров. К востоку и северо-востоку от города начинается природный парк Высокий Марк,где проходит граница с Вестфалией. Отсюда в Везелю устремляется река Липпе, впадающая в черте города в Рейн, а несколько севернее, по территории района Везель, протекает река Иссель, уходящая в Нидерланды.
Городская территория занимает площадь 122,56 квадратных километров, что делает Везель вторым по величине городом в округе после Хамминкельна. Максимальное расстояние с севера на юг составляет 12 км, а с запада на восток — 17,3 км. Поскольку региональная административная реформа 1975 года привела к включению в Везель  района Бюдерих, расположенный на противоположном левом берегу Рейна, площадь города с того времени увеличилась на 24 квадратных километра. Современный Везель — последний город вниз по течению, который включает в себя районы по обе стороны реки. Плотность населения составляет около 500 человек на квадратный километр, но распределяется неравномерно. В самом густонаселенном районе Везеля проживает около 1500 человек на квадратный километр, а в районе Бислих - всего около 70 человек на квадратный километр.
На северо-западе город Везель граничит с городом Рес, который входит в район Клеве. На севере Везель граничит с городом Хамминкельн, а на севере и востоке — с коммуной Хюнксе. Это сравнительно малонаселенные территории с населением менее 200 человек на квадратный километр. На юге канал Везель-Даттельн образует естественную границу с городом Фёрде. В этом направлении организованы основные экономические связь Везеля с Рурской областью. На юго-западе по левой стороне Рейна проходит граница с городом Райнберг. Здесь же, за Рейном,  на западе расположен город Ксантен. Общая протяженность границ города составляет 61,8 километра.

### Землепользование
В 2016 году почти половина городской территории была занята сельскохозяйственными угодьями, используемыми для различных направлений деятельности.Доля застройки и свободных площадей в городских районах почти соответствует общеземельному среднему значению, в то время как производственные, рекреационные и транспортные зоны немного превышают среднеземельные. В целом, общая доля застроенных территорий и транспортных коридоров в городской местности составляет 24,6%, что немного выше среднего показателя по Северному Рейну-Вестфалии в 22,9%. Леса занимают 14,6% территории, что ниже среднего значения по административному округу Дюссельдорф (15,6%).
Город подразделяется на 5 городских районов.

## Фотографии
- Базилика Святого Виллиброрда
- Берлинские ворота
- Везельская цитадель
- Везельская цитадель
- Базилика Святого Виллиброрда
- Поместье Боссигт